# Natacha Randriantefy
Natacha Randriantefy (ur. 14 marca 1978 w Antananarywie) – madagaskarska tenisistka, reprezentantka kraju w Pucharze Federacji, olimpijka.
Jej siostra Dally również była zawodową tenisistką.

## Kariera tenisowa
W karierze wygrała jeden turniej singlowy oraz osiem turniejów deblowych rangi ITF. 5 sierpnia 2002 zajmowała najwyższe miejsce w rankingu singlowym WTA Tour – 325. pozycję oraz osiągnęła najwyższą lokatę w deblu – 173. miejsce.
W latach 1997–1998 reprezentowała kraj w zmaganiach o Puchar Federacji. Łącznie rozegrała dwanaście meczów, zwyciężając w siedmiu z nich.
Wystąpiła na igrzyskach olimpijskich w 1992 i 1996 roku. W Barcelonie po przejściu kwalifikacji przegrała w pierwszej rundzie gry pojedynczej z Heleną Sukovą. W grze podwójnej razem z siostrą uległy deblowi Conchita Martínez–Arantxa Sánchez Vicario w pierwszym spotkaniu turnieju głównego. W Atlancie w pierwszym meczu siostry Randriantefy ponownie przegrały z Martínez i Sánchez Vicario.

## Wygrane turnieje rangi ITF
| turnieje z pulą nagród 100 000 $ |
| turnieje z pulą nagród 75 000 $  |
| turnieje z pulą nagród 50 000 $  |
| turnieje z pulą nagród 25 000 $  |
| turnieje z pulą nagród 15 000 $  |
| turnieje z pulą nagród 10 000 $  |

### Gra pojedyncza
|    | Data       | Turniej | Naw.    | Przeciwniczka | Wynik      |
| 1. | 19/08/2001 | Aosta   | Ceglana | Diana Brunel  | 6:1, krecz |

### Gra podwójna
|    | Data       | Turniej           | Naw.           | Partnerka          | Przeciwniczki                       | Wynik         |
| 1. | 22/09/1996 | Bossonnens        | Ceglana        | Aliénor Tricerri   | Andrea Noszály Fruzsina Siklosi     | 6:4, 7:5      |
| 2. | 19/08/2001 | Aosta             | Ceglana        | Kildine Chevalier  | Stefanie Haidner Luciana Masante    | 1:6, 6:2, 6:2 |
| 3. | 21/10/2001 | Joué-lès-Tours    | Twarda (hala)  | Dally Randriantefy | Flavia Pennetta Maria Paola Zavagli | 6:4, 3:6, 6:3 |
| 4. | 11/11/2001 | Villenave-d’Ornon | Ceglana (hala) | Daniela Olivera    | Leslie Butkiewicz Caroline Maes     | 6:4, 6:2      |
| 5. | 27/01/2002 | Grenoble          | Twarda (hala)  | Kildine Chevalier  | Karla Mraz Aurélie Védy             | 6:4, 6:4      |
| 6. | 07/07/2002 | Mont-de-Marsan    | Ceglana        | Stefanie Haidner   | Olivia Beltrame Amandine Dulon      | 6:4, 6:2      |
| 7. | 21/07/2002 | Valladolid        | Twarda         | Elena Baltacha     | Leanne Baker Manisha Malhotra       | 6:2, 6:3      |
| 8. | 20/07/2003 | Le Touquet        | Ceglana        | Aurélie Védy       | Mandy Minella Pauline Parmentier    | 6:2, 6:2      |

## Występy w igrzyskach olimpijskich

### Gra pojedyncza
| Runda                                                                               | Przeciwniczka                      | Wynik    |  |
| ----------------------------------------------------------------------------------- | ---------------------------------- | -------- |  |
|                                                                                     |                                    |          |  |
| Letnie Igrzyska Olimpijskie w Barcelonie 1992, reprezentując państwo Madagaskar [Q] |                                    |          |  |
| I runda                                                                             | Czechosłowacja: Helena Suková [11] | 0:6, 1:6 |  |

### Gra podwójna
| Runda                                                                           | Partnerka               | Przeciwniczki                                              | Wynik    |
| ------------------------------------------------------------------------------- | ----------------------- | ---------------------------------------------------------- | -------- |
|                                                                                 |                         |                                                            |          |
| Letnie Igrzyska Olimpijskie w Barcelonie 1992, reprezentując państwo Madagaskar |                         |                                                            |          |
| I runda                                                                         | Dally Randriantefy [LL] | Hiszpania: Conchita Martínez / Arantxa Sánchez Vicario [1] | 0:6, 0:6 |
|                                                                                 |                         |                                                            |          |
| Letnie Igrzyska Olimpijskie w Atlancie 1996, reprezentując państwo Madagaskar   |                         |                                                            |          |
| I runda                                                                         | Dally Randriantefy [WC] | Hiszpania: Conchita Martínez / Arantxa Sánchez Vicario [4] | 1:6, 3:6 |